# Timour Koulibaïev
Pour les articles homonymes, voir Timur (homonymie).
Timour Askarovitch Koulibaïev (en russe : Тимур Аскарович Кулибаев ; en kazakh : Тимур Асқарұлы Құлыбаев, Timour Asqarouly Qoulybaïev), né le 10 septembre 1966 à Alma-Ata, est une personnalité publique kazakhe. En occupant plusieurs postes clés dans les entreprises publiques engagées dans la gestion des ressources naturelles à la disposition de la République, il a une influence immense sur l’industrie des hydrocarbures du pays,,. À l’heure actuelle, il se trouve, entre autres, à la tête du Fonds national de bien-être public Samrouk-Kazyna et est membre du conseil administratif du géant russe Gazprom,.

## Vie personnelle
Né le 10 septembre 1966 à Alma-Ata, aujourd'hui Almaty, Timour Koulibaïev a la nationalité kazakhe.
Il termine en 1983 la Haute École de sciences physiques et mathématiques de la République. En 1988, il devient économiste professionnel en obtenant son diplôme en planification économique nationale au sein de l'Université d'État de Moscou. En 1999, il obtient son doctorat en économie après avoir soutenu sa thèse « À propos de l'amélioration du mécanisme organisateur et économique dans l’environnement de marché, orienté sur l’industrie de pétrole ». De nombreuses publications de recherche sont associées à son nom.
Il épouse Dinara Nazarbaïeva, fille du président Noursoultan Nazarbaïev (née en 1967) et le couple a trois enfants : un fils, Altaï (né en 1990), et deux filles, Deniza (2004) et Alisha (2010).
En 2007, il a un enfant naturel avec Goga Ashkenazi. Cette liaison semble avoir été tolérée par le président.
Koulibaïev est un amateur de sports, en particulier de golf, dont il participe souvent aux tournois. Il est en plus président de la Fédération kazakhe de boxe,.

## Carrière
De 1988 à 1992, l’activité professionnelle de Timour Koulibaïev est concentrée sur la science. Il travaille comme économiste et assistant débutant au sein de l’Institut économique de recherche scientifique de planification et standards normatifs (IERSPSN), sous le plan d’État de la république socialiste du Kazakhstan et comme directeur du centre du conseil scientifique du Fonds de développement culturel, social, scientifique et technologique du Kazakhstan.
En 1990, il obtient le poste de directeur du Fonds de développement culturel, social, scientifique et technologique du Kazakhstan.
En 1992, il est mis à la tête du groupe d’entreprises Altyn-Alma, et élu comme vice-président de la Banque de commerce et d’industrie d’Almaty.
En 1997, il devient chef du directorat pour les ramifications et négociations au sein de la Commission kazakhstanaise d’investissements, avec le poste de vice-président de la Commission,.
Entre mai 1997 et mars 1999, il est vice-président des affaires économiques et financières de la compagnie nationale de pétrole Kazakhoil.
En mars 1999, il devient président de la compagnie nationale de transport de pétrole KazTransOil. Entre mai 2001 et février 2002, il est directeur général de la Compagnie nationale de transport de pétrole et de gaz après la fusion entre les compagnies d'État KazTransGas et KazTransOil.
En février 2002, une fusion entre la Compagnie nationale de transport de pétrole et de gaz est effectuée, donnant à Koulibaïev le poste de premier vice-président de la nouvelle entreprise d’État KazMunayGas. Il occupe ce poste jusqu’en octobre 2005.
Après son retrait de KazMunayGas, il se trouve à la tête de l’association des organisations dans le secteur de pétrole, de gaz et d’énergie au Kazakhstan, Kazenergy, qu’il vient de fonder. L’association réunit les entreprises d’importance kazakhes et étrangères qui maintiennent des opérations au Kazakhstan. Au même temps, il dédie une partie de son temps comme conseiller du président de la République. En 2005-2006 et 2007-2008, il combine son travail dans le secteur public avec la gestion de ses propres entreprises privées.
Entre avril 2006 et août 2007, Timour Koulibaïev est vice-président de la direction de Samrouk, le holding kazakh pour la gestion des propriétés d’État. En même temps, il est président-directeur de la compagnie nationale d’électricité KEGOC et de KazMunayGas,.
En octobre 2008, il est nommé vice-président du Fonds national de bien-être public Samrouk-Kazyna. Le 12 avril 2011, par les décrets présidentiels #409 et #410, il est nommé président de Samrouk-Kazyna et élu membre du conseil d’administration du Fonds.
Le 1er juillet 2011, Timour Koulibaïev est élu membre de la direction du géant du gaz russe Gazprom, en même temps que l’économiste russe Vladimir Mau, en remplacement du ministre russe de l'Énergie Sergueï Matko et de la ministre de l'Économie Elvira Nabioullina. Sa nomination par le président Dmitri Medvedev est considérée comme une reconnaissance de son expertise aussi bien qu’une confirmation de l’intérêt de la coopération entre la fédération de Russie et le Kazakhstan dans le domaine de la production et de la commercialisation du gaz naturel,.
Les activités actuelles au Kazakhstan de Timour Koulibaïev comportent aussi les fonctions de :
- président-directeur de la compagnie minière et industrielle nucléaire KazAtomProm ;
- président-directeur de la compagnie de pétrole et de gaz nationale du Kazakhstan KazMunayGas ;
- président-directeur de la compagnie nationale de chemin de fer Kazakhstan Temir Joly ;
- président-directeur de la compagnie nationale pour la gestion du réseau d’électricité KEGOC ;
- président-directeur du Fonds national pour le bien-être public Samrouk-Kazyna.

Depuis juin 2008, il est président du comité national kazakh du Conseil mondial du Pétrole.
Depuis janvier 2009, il est président de la Fédération kazakhe de boxe. Depuis 2010, il est membre du comité exécutif du Conseil national olympique du Kazakhstan. En avril 2010, il est élu président de la chambre unifiée nationale de commerce du Kazakhstan, Atameken.

## Décorations
Timour Koulibaïev a reçu les décorations suivantes de la république du Kazakhstan :
- 2001 : l’ordre de Kourmet ;
- 2005 : médaille à l’occasion du dixième anniversaire de la Constitution kazakhe ;
- 2008 : médaille à l’occasion du dixième anniversaire d’Astana ;
- 2009 : l’ordre de Barys, troisième degré.

Ses décorations russes sont :
- 2007 : l’ordre de l'Amitié ;
- 2010 : l’ordre d’Al-Fahr de la part du Conseil de Mouftis russe ;
- 2010 : l’ordre de St. Duc Daniel de Moscou de la part de l’Église russe-orthodoxe.